# Sofía Bozán
Pour les articles homonymes, voir Bozán.
Sofía Bozán, née le 5 novembre 1904 à Buenos Aires et morte le 9 juillet 1958 dans la même ville, est une actrice de cinéma argentine et une interprète de tango des années 1930 et 1940. Elle a fait près de 30 apparitions au cinéma entre 1937 et 1959.

## Biographie
Elle commence sa carrière d'actrice en 1931 et apparaît dans des films tels que Puerto nuevo (en) en 1936 et Loco lindo (en) (1937) et Muchachas que estudian en 1939.
On la voit aussi dans Arriba el telón o el patio de la morocha (en) en 1951, dans son propre rôle.
Elle est la sœur de l'actrice et danseuse Elena Bozán. Elle meurt d'un cancer à l'âge de 53 ans seulement, en 1958.

## Filmographie
- 1931 : The Lights of Buenos Aires (en) : Elvira del Solar
- 1936 : Puerto nuevo (en)
- 1936 : Goal (en)
- 1937 : Loco lindo (en)
- 1939 : Muchachas que estudian (en) : Luisa
- 1940 : Los Muchachos se divierten
- 1940 : Isabelita (en) : Elena
- 1940 : Carnaval de antaño
- 1942 : Elvira Fernández, vendedora de tiendas
- 1948 : Rodríguez, supernumerario
- 1950 : Campeón à la fuerza
- 1954 : La Calle del pecado